# Шове
Шове (фр. Chauvé) насеље је и општина у западној Француској у региону Лоара, у департману Атлантска Лоара која припада префектури Сен Назер.
По подацима из 2011. године у општини је живело 2559 становника, а густина насељености је износила 62,45 становника/km². Општина се простире на површини од 40,98 km². Налази се на средњој надморској висини од 30 метара (максималној 62 m, а минималној 0 m).

## Демографија
| 1962. | 1968. | 1975. | 1982. | 1990. | 1999. | 2011. |
| ----- | ----- | ----- | ----- | ----- | ----- | ----- |
| 1.277 | 1.307 | 1.238 | 1.348 | 1.589 | 1.695 | 2.559 |

График промене броја становника у току последњих година